# Polystachya aethiopica
Polystachya aethiopica är en orkidéart som beskrevs av Phillip James Cribb. Polystachya aethiopica ingår i släktet Polystachya och familjen orkidéer.
Artens utbredningsområde är Etiopien. Inga underarter finns listade i Catalogue of Life.